# Vindblommig växt

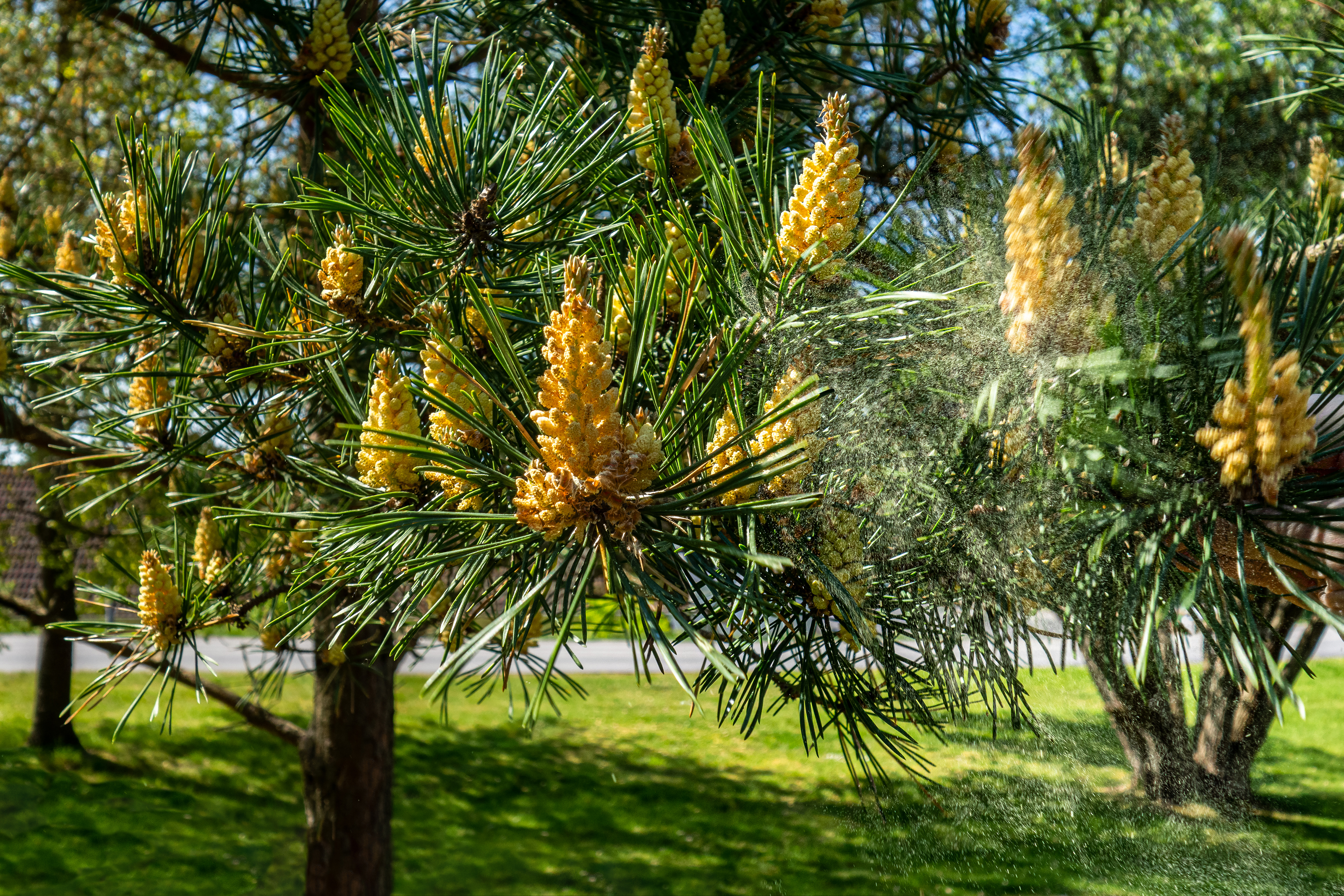
En tall med hanblommor släpper ut pollen i vinden i Brastad

Vindblommig växt är en växt där vinden är spridningsmekanism för hanblommornas pollen (ståndarmjölet). Exempel på vindblommiga växter är gran, asp och tall.